# Monte Isola
Monte Isola (Montisola /munˈtizulɑ/ nel dialetto locale) è un comune italiano sparso di 1 586 abitanti della provincia di Brescia in Lombardia, che copre l'isola omonima del lago d'Iseo. Con un'area totale di 12,61 km², è l'isola lacustre più grande d'Italia.

## Geografia fisica

### Territorio
La vegetazione comprende numerosi ulivi che fanno da contorno alla costa meridionale fra Peschiera Maraglio e Sensole (dal latino Sinus olis, che significa "insenatura dell'olio"), mentre specie arboree tipicamente alpestri caratterizzano il nord e le parti più elevate del monte.
È pensiero comune che Monte Isola sia l'isola lacustre più grande d'Europa; tuttavia tale idea è errata: essa è l'isola lacustre più grande d'Italia. In Europa vi sono numerose isole lacustri di maggior superficie, come Hurissalo (in Finlandia) con 172 km² o Mantsinsaari (Russia) sul Ladoga con 102 km².
Il punto più alto di Monte Isola si deve all'altezza del suo monte, che raggiunge i 600 m s.l.m..

## Origini del nome
Nonostante sia sovente considerato solo il nome del comune, essa è l'unico toponimo corretto in italiano. Tale toponimo era utilizzato infatti per indicare la maggiore isola sebina, decenni prima della creazione del comune. Alternativamente si trova con i toponimi Monte d'Isola oppure Isola di Peschiera. Spesso viene utilizzato anche il nome dialettale italianizzato Montisola, tale pratica tuttavia è da ritenersi un lombardismo e pertanto scorretta, mentre è corretto l'uso del termine Mont'Isola.

## Storia
Completamente boscosa nell'antichità, Monte Isola possedeva un tempio pagano sulla sua cima. 
Sull'isola è attestata la presenza di ville d'epoca romana.
Nel V secolo d.C. fu cristianizzata dal vescovo bresciano San Vigilio. 
La prima fonte storica si riferisce all'abitato di Peschiera Maraglio ed è «Pescaria Insulae Curtis» in un documento datato 905 del Monastero di Santa Giulia, per cui si contano quattro case, della terra arabile, vigne, un bosco, un porto e dei poderi.
In seguito i cluniacensi vi insediarono un monastero e avviarono, intorno all'anno mille, la fabbricazione di reti, che prosperò lungo i secoli successivi. L'isola vide dapprima nascere borghi agricoli nelle posizioni più elevate e, in epoca successiva, borghi di pescatori lungo la costa. 
Verso il secolo XIII, a difesa del territorio bresciano, gli Oldofredi vi costruirono un castello (ora rocca Martinengo, di proprietà privata). 
Fu infine trasformata in feudo dalla Repubblica di Venezia.
Tradizione di una delle frazioni dell'Isola è la festa di Santa Croce di Carzano in cui tutto il paese viene addobbato con fiori fatti a mano e rami di pino; la festa ebbe origine nel 1836 per celebrare la fine di un'epidemia di colera.

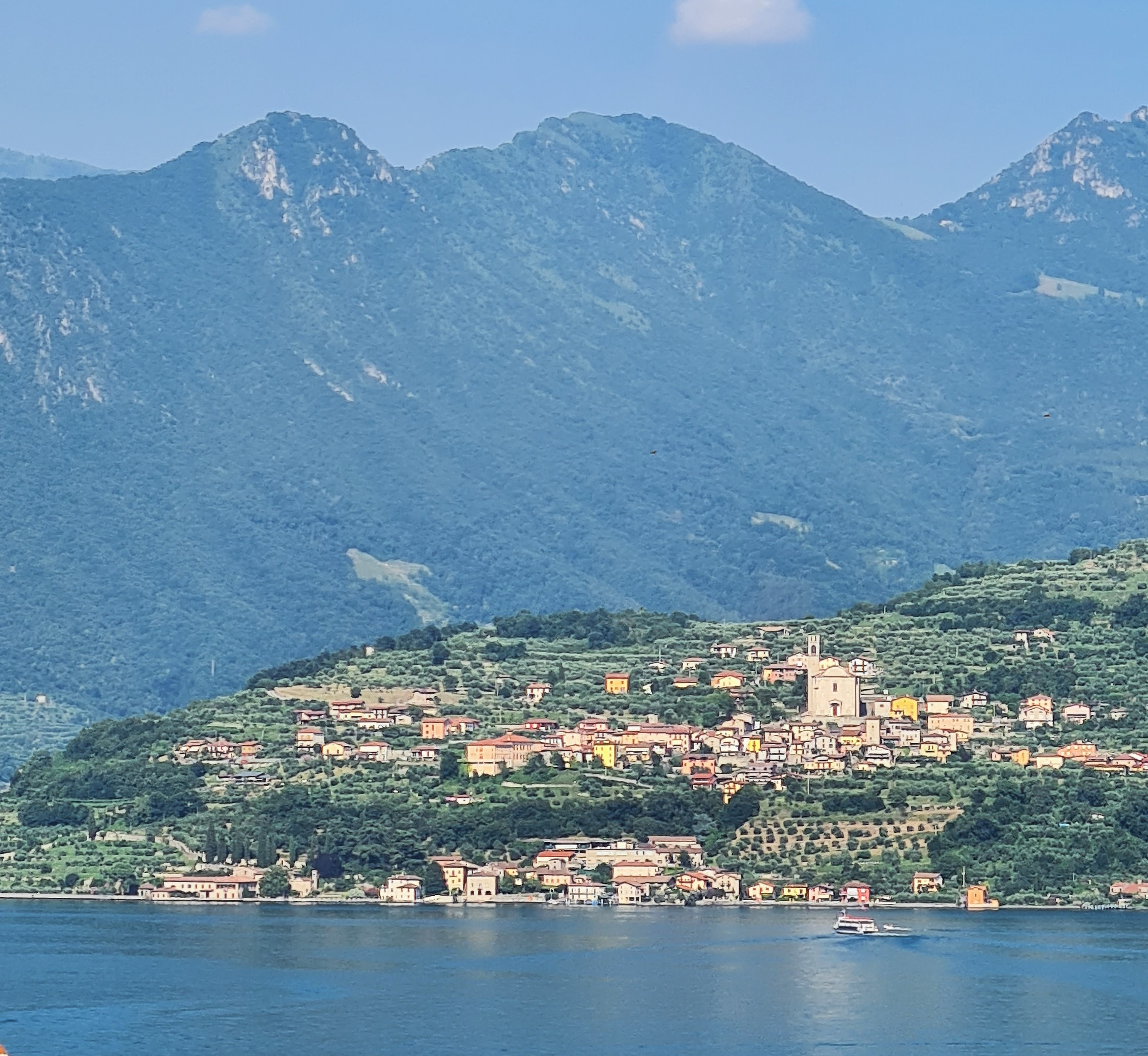
La frazione Siviano vista da Tavernola Bergamasca

Fino al 1928 Monte Isola contava due comuni: Siviano e Peschiera Maraglio. A seguito della fusione avvenuta nel 1929 il comune è stato denominato Monte Isola, formato da diverse località: Siviano (sede comunale con la scuola elementare e media, e l'ufficio postale), Carzano, Novale, Porto di Siviano, Masse, Sinchignano, Olzano, Sensole, Peschiera Maraglio, Senzano, Menzino, Cure.

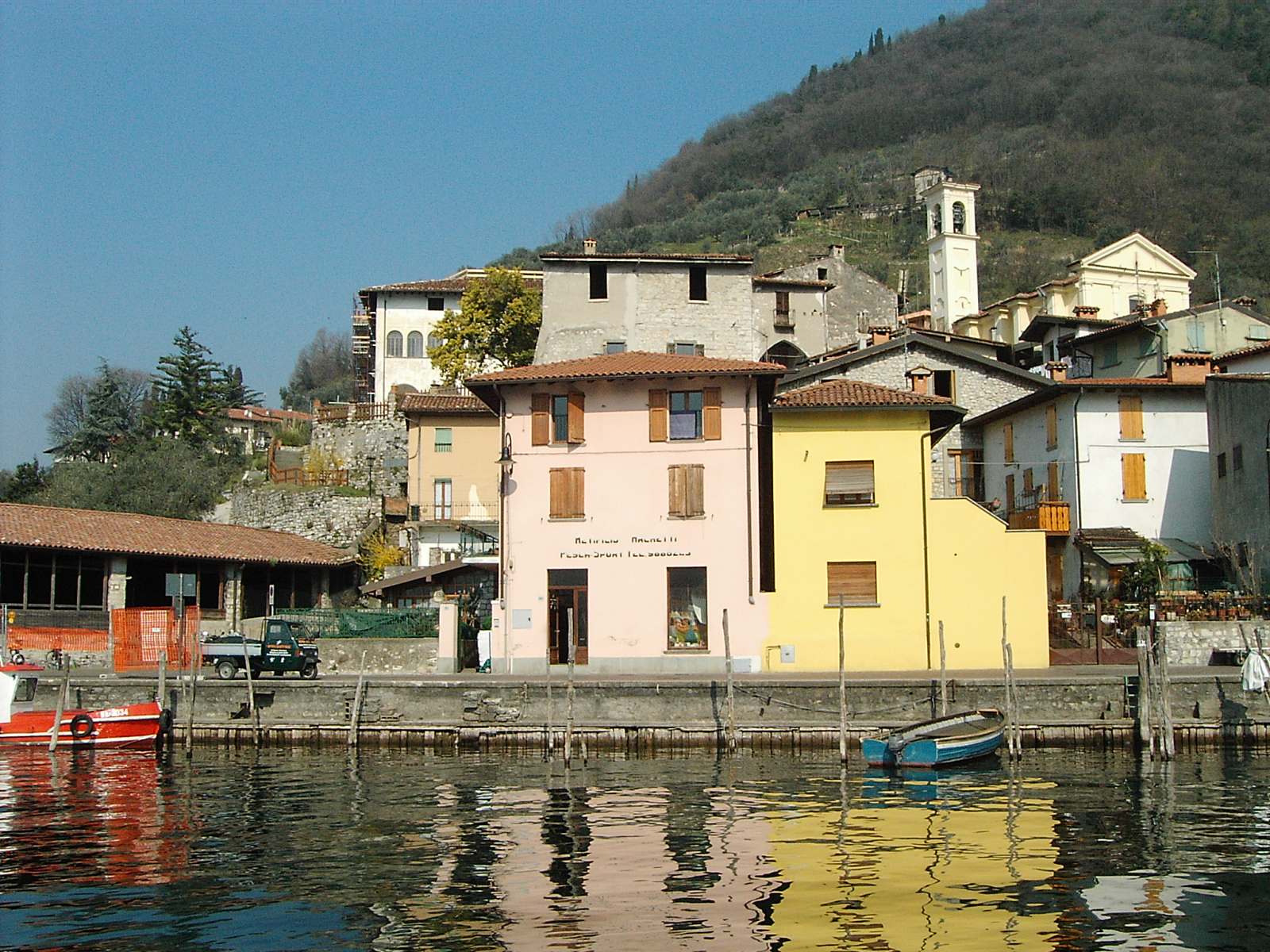
Immagine di Peschiera Maraglio

Monte Isola ha una secolare tradizione nella fabbricazione delle reti da pesca e nella costruzione delle barche in legno. Fino agli anni settanta del Novecento si trattava infatti di uno dei principali produttori mondiali di reti da pesca, ma successivamente ha subito la schiacciante concorrenza dei fabbricanti industriali giapponesi; ancora oggi, tuttavia, è possibile vedere quanto resta di quella nobile tradizione artigianale, soprattutto nella località di Peschiera Maraglio.

### Simboli
Lo stemma privo di un formale decreto di concessione è liberamente usato dal Comune.
Il gonfalone è un drappo di azzurro.

## Monumenti e luoghi d'interesse

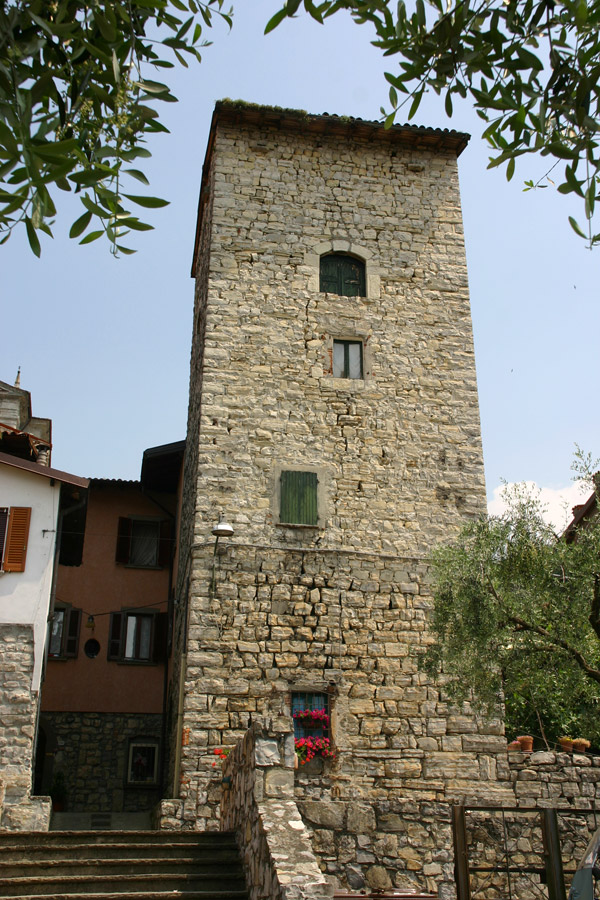
Torre Martinengo a Siviano, di forma quadrata raggiunge i 20 metri d'altezza e risale ai tempi del feudalesimo

### Architetture civili
- Castello Martinengo (XIV-XVI secolo), castello recinto da mura con due torri semicircolari. Situato in posizione dominante e difeso da un fossato, il castello ospita al suo interno un'alta torre semaforica di forma cilindrica.[15]
- Torre Martinengo nel centro storico di Siviano (sede comunale). Torre a tronco di piramide con base quadrata. Con un tetto in tegole, a due spioventi, si notano tre finestre.
- Isola di Loreto, di proprietà privata. Fu acquistata il 9 ottobre 1900, dal comm. Vincenzo Richeri, capitano di vascello nella Regia Marina. Nel decennio successivo, il Cavaliere vi costruì un castello in stile neogotico, con un fiorente giardino, ricco di conifere, un porticciolo e due torrette faro.

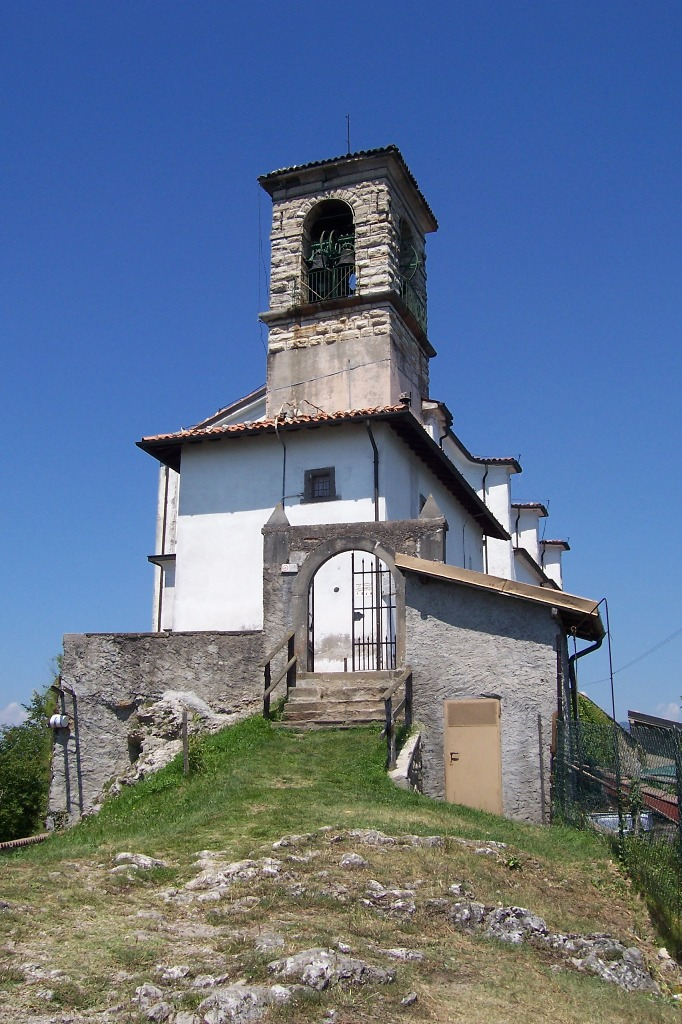
Santuario della Ceriola

### Architetture religiose
- Santuario della Madonna della Ceriola, si trova sulla cima del monte che sovrasta l'isola, poco sopra la frazione Cure. Edificato nel 1500, probabilmente sui resti di una cappella dell'XI secolo. All'interno si possono osservare affreschi del XVI secolo e un'icona in legno dorato, dello stesso periodo, con le figure della Madonna con Bambino tra Faustino e Giovita; inoltre dipinti di Angelo Paglia e Giovanni da Marone.
- Santuario di San Rocco.
- Chiesa di San Michele Arcangelo
- Chiesa di San Giovanni Battista

## Società

### Evoluzione demografica
Abitanti censiti

### Tradizioni e folclore
- Festa di Santa Croce di Carzano (quinquennale, prossima edizione: settembre 2025).

## Cultura

### Cucina
Una caratteristica locale consiste nello stendere a seccare al sole i persici, gli agoni (localmente, ma impropriamente, chiamati sardine) e le alborelle sugli archi di legno; la tradizione di seccare il pesce al sole su appositi sostegni sopravvive persino nel cognome Archetti, il più diffuso in tutta l'isola.
Monte Isola non ha solo una cucina di pesce, nelle frazioni collinari infatti (in particolare a Masse e Cure) si produce un salame a grana grossa.

## Geografia antropica
Ecco l'elenco completo delle località:
- Loc. Siviano (sede comunale)
- Loc. Porto di Siviano
- Loc. Peschiera Maraglio
- Loc. Carzano
- Loc. Novale
- Loc. Menzino
- Loc. Masse
- Loc. Olzano
- Loc. Senzano
- Loc. Cure
- Loc. Sensole
- Loc. Sinchignano
- Isola di Loreto

## Economia
- Pesca (una specialità dell'isola sono le sardine di lago essiccate);
- Industria delle reti da pesca.

### Turismo
Nel 2019 Monte Isola è stata eletta come terza migliore località turistica europea. Il comune è associato al club I borghi più belli d'Italia.
Dal 18 giugno 2016 al 3 luglio 2016 è stata realizzata un'installazione artistica di land art chiamata The Floating Piers, realizzata da Christo e Jeanne-Claude, che consisteva di una rete di pontili galleggianti aperti al pubblico che collegavano Sulzano, Monte Isola e l'isola di San Paolo.

## Amministrazione
| Periodo        | Periodo        | Primo cittadino         | Partito                         | Carica  | Note |
| -------------- | -------------- | ----------------------- | ------------------------------- | ------- | ---- |
| 24 aprile 1995 | 14 giugno 1999 | Antonio Turla           | lista civica di centro-sinistra | Sindaco |      |
| 14 giugno 1999 | 8 giugno 2009  | Angelo Colosio          | Forza Italia                    | Sindaco |      |
| 8 giugno 2009  | 26 maggio 2014 | Pietro Giuseppe Ziliani | lista civica di centro-destra   | Sindaco |      |
| 26 maggio 2014 | 10 giugno 2024 | Fiorello Turla          | lista civica di centro-sinistra | Sindaco |      |
| 10 giugno 2024 | in carica      | Lorenzo Ziliani         | lista civica di centro-destra   | Sindaco |      |

## Galleria d'immagini

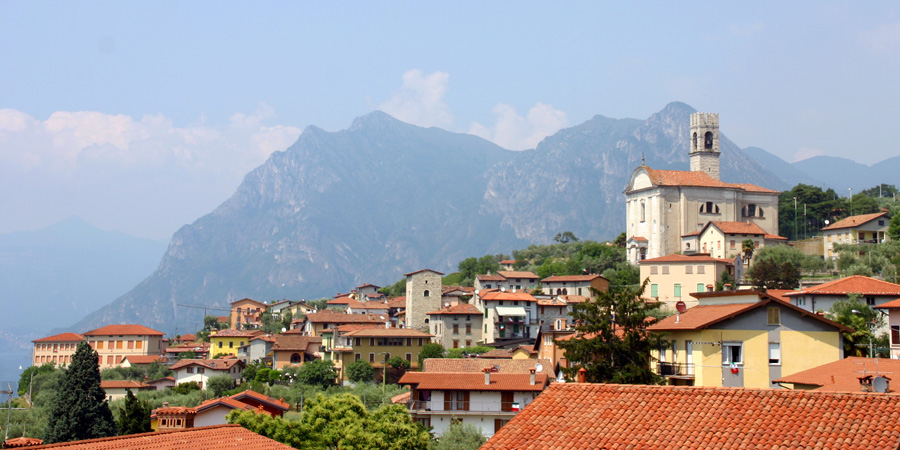
Veduta della località Siviano
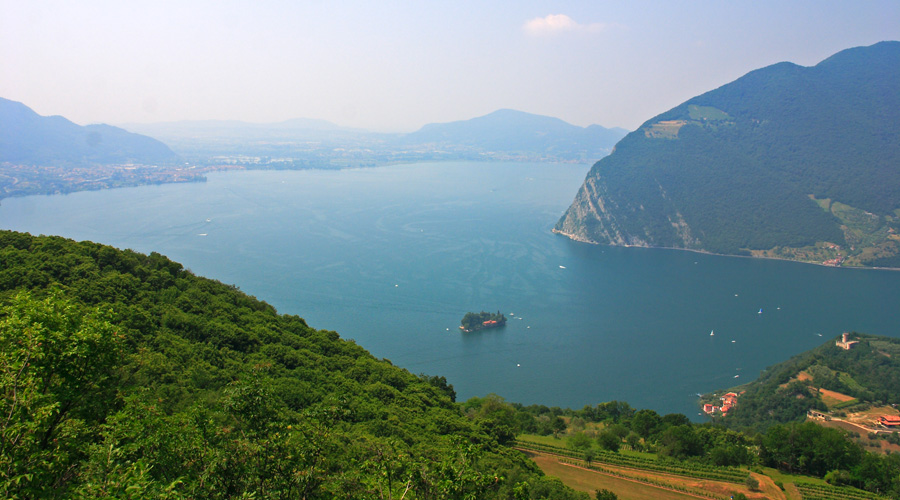
Panorama del lago dal Santuario della Ceriola
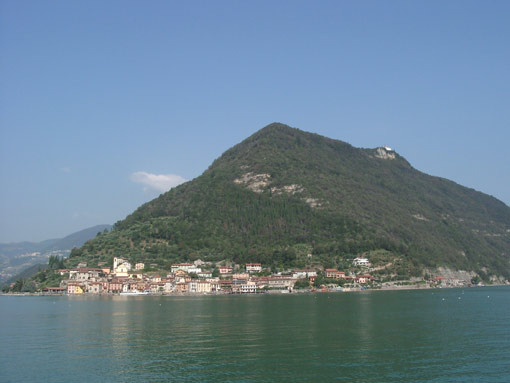
Monte Isola
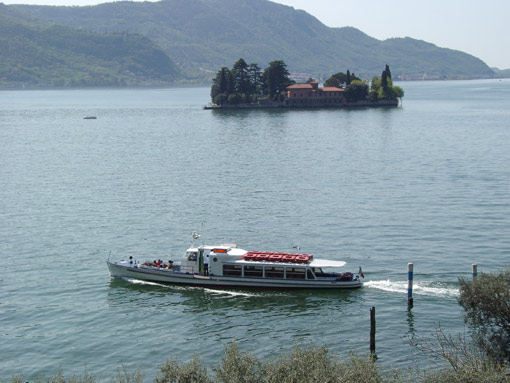
Isola di San Paolo
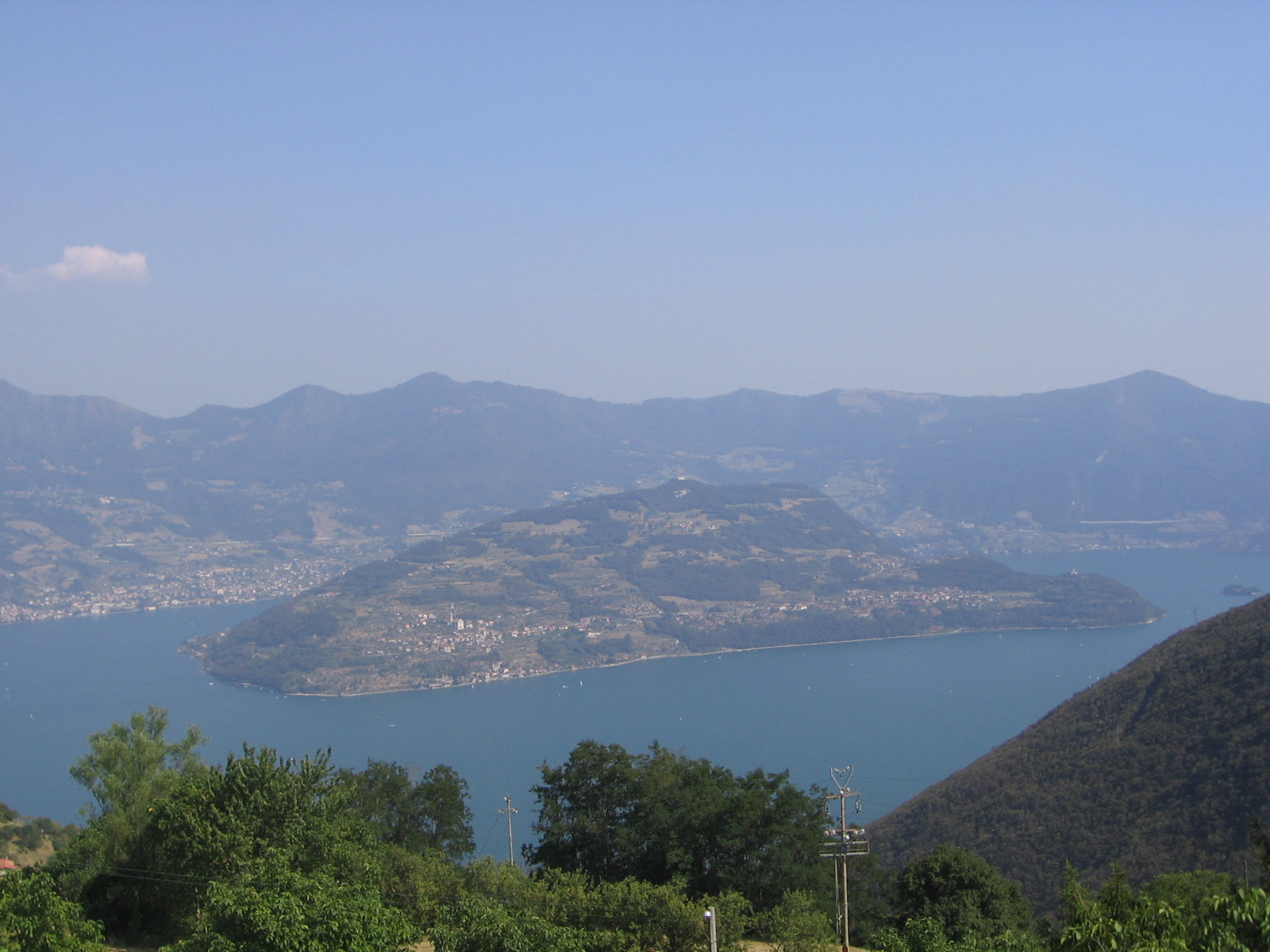
Vista dalla sponda bergamasca
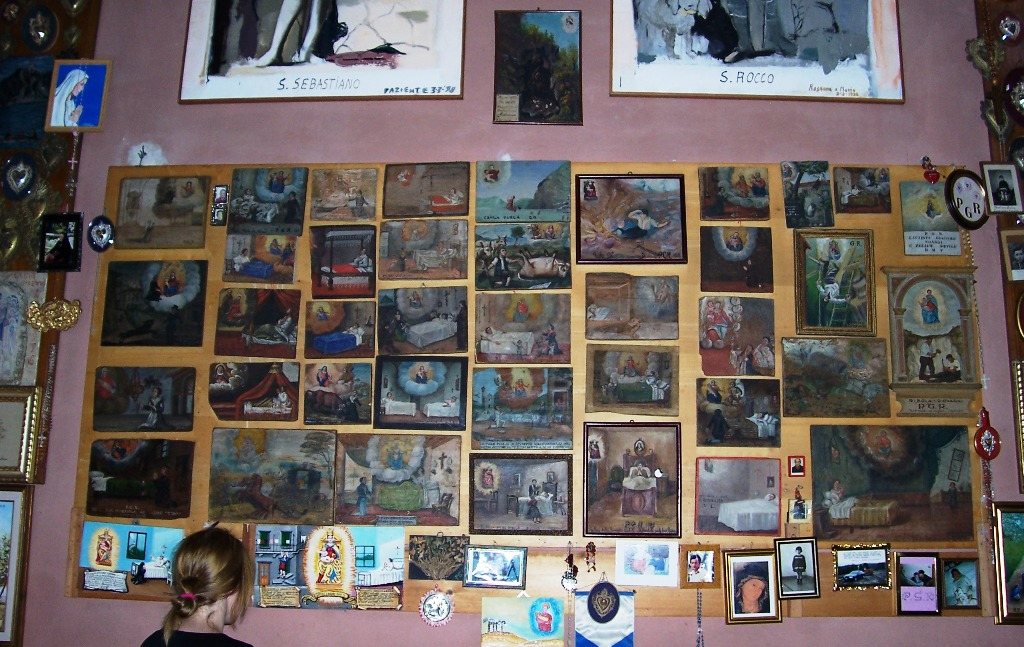
Ex voto al Santuario della Ceriola
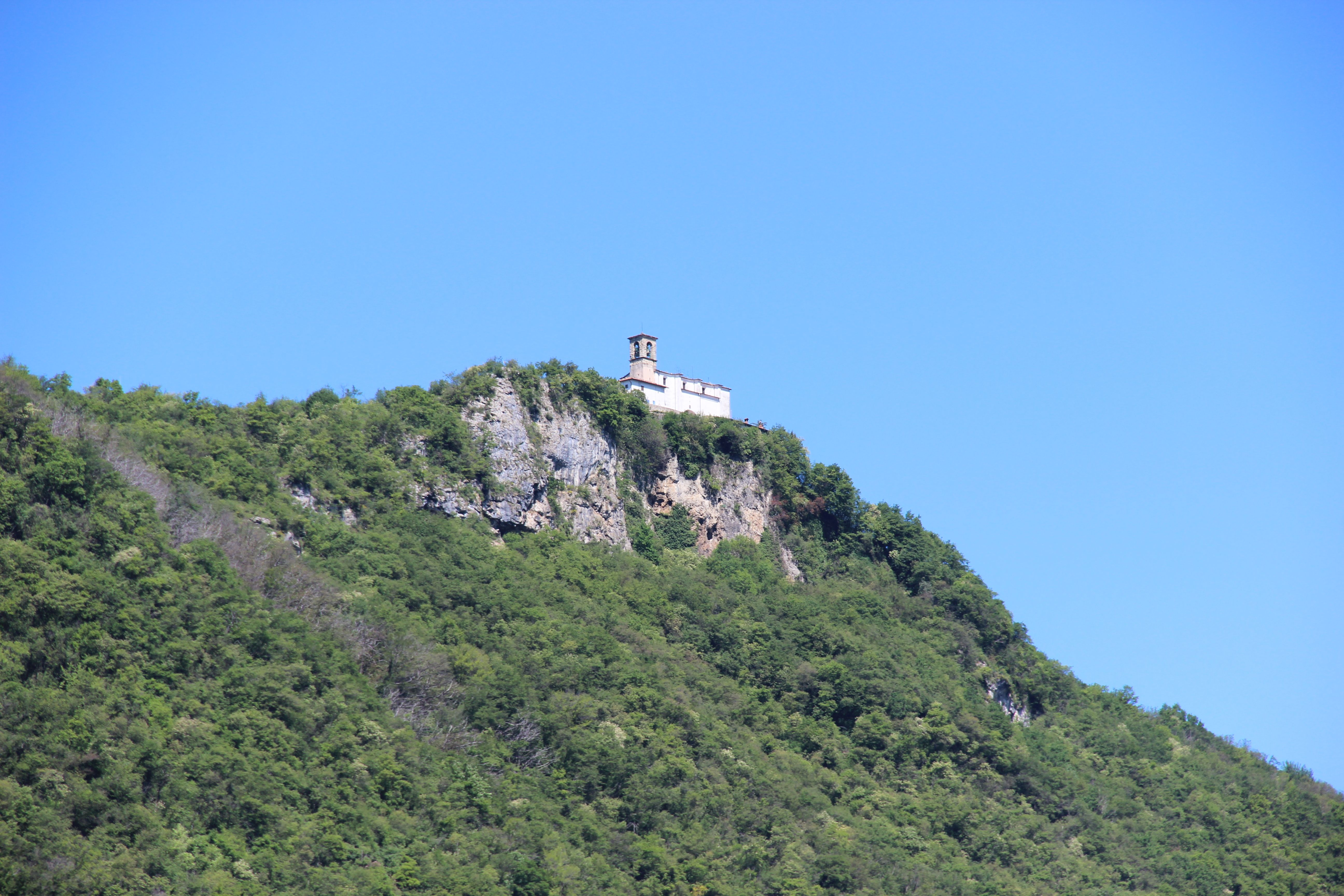
Il santuario della Madonna della Ceriola nel punto più alto dell'isola
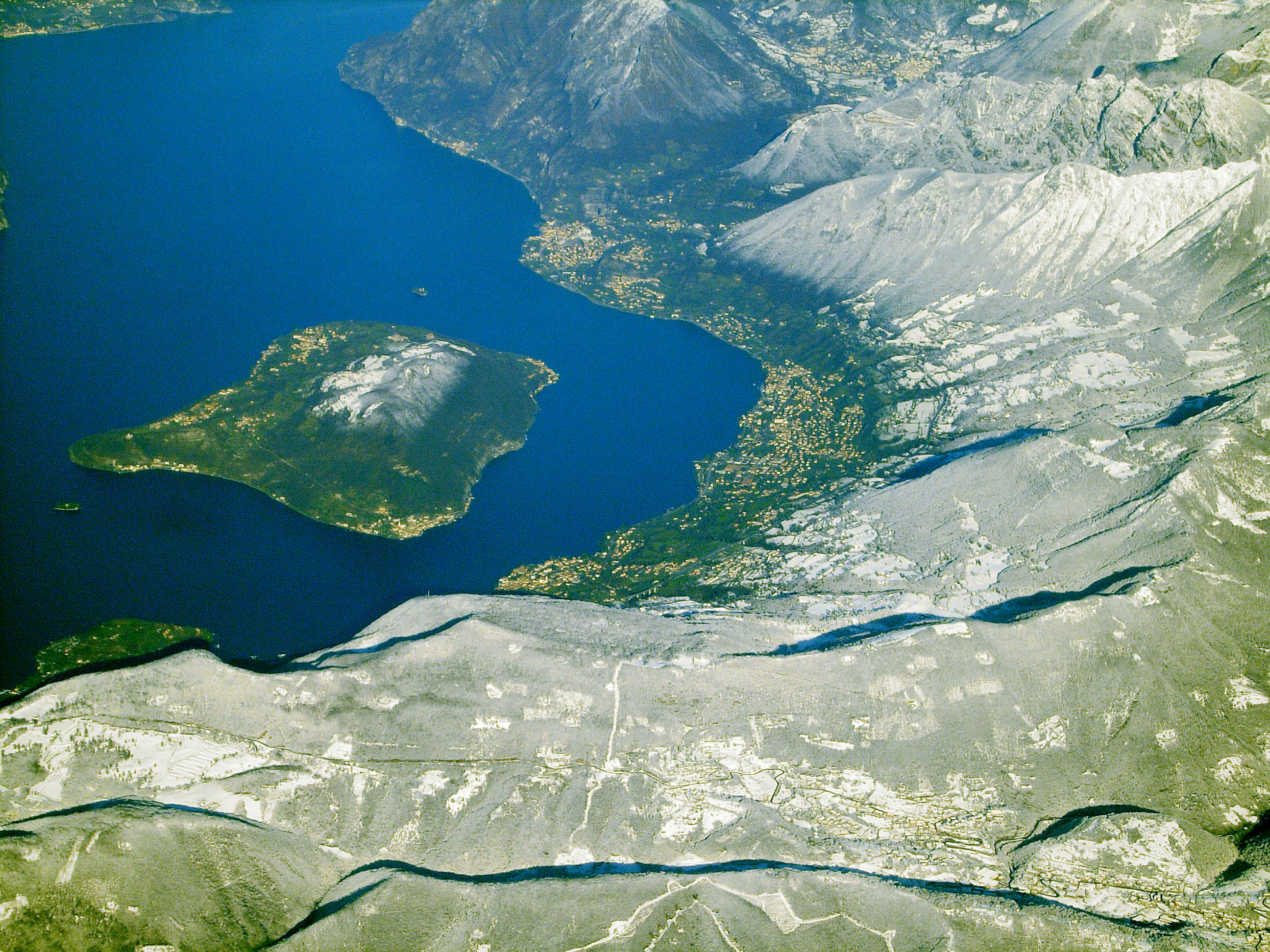
Veduta aerea invernale di Monte Isola
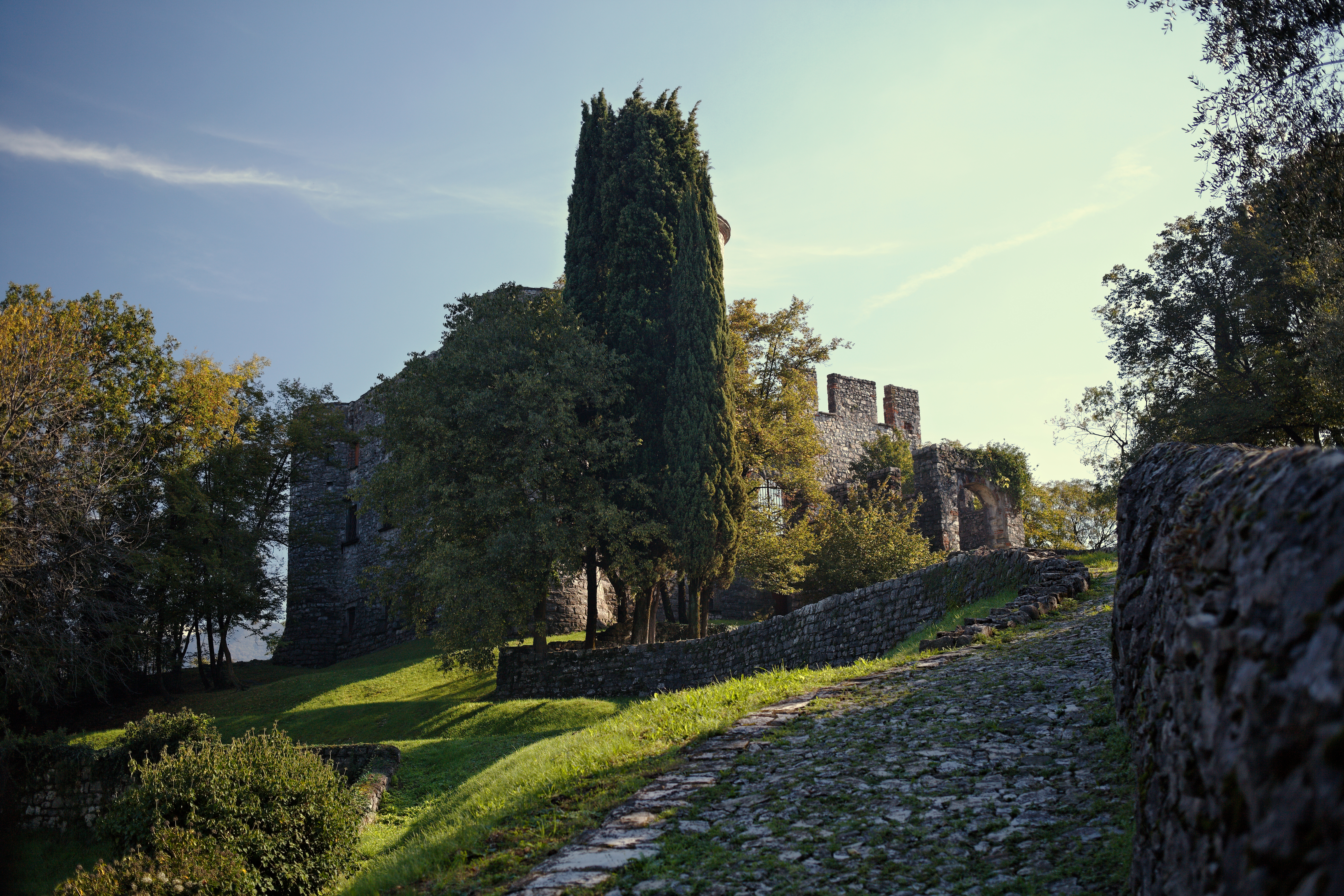
La fortezza di Monte Isola